# The Tragedy of Macbeth (pel·lícula)
The Tragedy of Macbeth és una pel·lícula de suspens de 2021 escrita i dirigida per Joel Coen i basada en l'obra Macbeth de William Shakespeare. És la primera pel·lícula dirigida per un dels germans Coen sense la participació de l'altre. La pel·lícula és protagonitzada per Denzel Washington, Frances McDormand, Bertie Carvel, Alex Hassell, Corey Hawkins, Harry Melling i Brendan Gleeson.

## Argument
Després de ser convençut per tres bruixes, un Lord escocès es proposa esdevenir el Rei d'Escòcia.

## Producció
Es va estrenar al Festival de Cinema de Nova York de 2021 el 24 de setembre de 2021. La pel·lícula va rebre elogis de la crítica per la seva direcció, cinematografia i les actuacions de Washington, McDormand i Hunter. Pel seu paper protagonista, Washington va ser nominat al Premi Oscar, al Premi Globus d'Or, al Premi de la Crítica Cinematogràfica i al Premi del Sindicat d'Actors a Millor actor.
La banda sonora de la pel·lícula està composta per Carter Burwell, un col·laborador habitual dels germans Coen. Pel que fa a Joel dirigint sol sense Ethan, Burwell va declarar: «Ethan ja no volia fer pel·lícules. Sembla estar content amb allò que acaba de fer. Ambdós tenen un munt de guions sense produir als prestatges, però no sé què farà Joel sense ell».